# ديفيد غودمان
ديفيد غودمان (بالإنجليزية: David Goodman)‏ هو سياسي أمريكي، ولد في 13 فبراير 1967 في كولومبوس في الولايات المتحدة. حزبياً، نشط في الحزب الجمهوري. وقد انتخب عضو مجلس نواب أوهايو.